# Johann Jakob Breitinger
Johann Jakob Breitinger (Zürich, 1701. március 1. – Zürich, 1776. december 14.) svájci filológus és író.
Breitinger teológiát és filológiát tanult és 1730-ban újra kiadta a feledésbe merült Septuagintát. 1731-ben kezdett el abban a zürichi gimnáziumban héber nyelv és görög nyelvet tanítani, ahol Johann Jakob Bodmer - későbbi barátja - történelemtanár volt. Bodmerrel közösen vált ismertté, közösen írt és szerkesztett egyháztörténeti művükben gyakorlatilag lehetetlen megállapítani, hogy kitől származnak az írások.  A Thesaurus Historicae Helveticae (1735) című történelmi gyűjtemény szerzőjeként azonban azonosítható Breitinger.
Breitinger legfőbb műve a "Critische Dichtkunst" (Kritikus Költészet) 1740-ből a természet utánzása helyett a művészetben az alkotó fantáziát helyezné a középpontba. Ezzel nagy befolyása volt a német irodalomelméletre és irodalomtörténetre. Ehhez kapcsolódik a szintén irodalomtörténeti jelentőségű vita, melyben Bodmer Breitingerrel közösen érvelt Johann Christoph Gottsched ellenében és amely „a zürichi irodalmi vita” néven vonult be az irodalomtörténetbe.

## Művei
- Kritische Abhandlung von der Natur, den Absichten und dem Gebrauche der Gleichnisse, 1740
- Critische Dichtkunst, 1740
- Verteidigung der schweizerischen Muse Herrn D. A. Hallers, 1744